# Pays-Bas aux Jeux olympiques d'été de 2008
Les Pays-Bas participent aux Jeux olympiques d'été de 2008 à Pékin.

## Liste des médaillés

### Médailles d'or
| Sport              | Discipline                   | Sportifs | Performance        |
| Médailles d'or : 7 |                              | |                    |
| Aviron             | 2 de couple poids légers (F) | Kirsten van der Kolk Marit van Eupen |                    |
| Cyclisme sur piste | Course aux points (F)        | Marianne Vos |                    |
| Équitation         | Dressage individuel          | Anky van Grunsven | 78,680 %           |
| Hockey sur gazon   | Femmes                       | Marilyn Agliotti Minke Booij Eva de Goede Lisanne de Roever Wieke Dijkstra Floortje Engels Maartje Goderie Ellen Hoog Kelly Jonker Fatima Moreira de Melo Eefke Mulder Maartje Paumen Sophie Polkamp Janneke Schopman Minke Smabers Naomi van As Miek van Geenhuizen Lidewij Welten |                    |
| Natation           | Relais 4 × 100 m libre (F)   | Inge Dekker Ranomi Kromowidjojo Femke Heemskerk Marleen Veldhuis Hinkelien Schreuder Manon van Rooijen | 3 min 33 s 76 (RO) |
| Natation           | Marathon 10 km (H)           | Maarten van der Weijden |                    |
| Water-polo         | Femmes                       | Ilse van der Meijden Yasemin Smit Mieke Cabout Biurakn Hakhverdian Marieke van den Ham Danielle de Bruijn Iefke van Belkum Noeki Klein Gillian van den Berg Alette Sijbring Rianne Guichelaar Simone Koot Meike de Nooy                                                             |                    |

### Médailles d'argent
| Sport                  | Discipline           | Sportifs | Performance |
| Médailles d'argent : 5 |                      | |             |
| Judo                   | Moins de 57 kg (F)   | Deborah Gravenstijn |             |
| Équitation             | Dressage par équipes | Hans Peter Minderhoud Imke Schellekens-Bartels Anky van Grunsven                                                                                       | 71,750 %    |
| Voile                  | Yngling              | Mandy Mulder Annemieke Bes Merel Witteveen |             |
| Voile                  | 470                  | Lobke Berkhout Marcelien de Koning |             |
| Aviron                 | Huit (F)             | Femke Dekker Annemiek de Haan Nienke Kingma Roline Repelaer van Driel Annemarieke van Rumpt Sarah Siegelaar Marlies Smulders Helen Tanger Ester Workel |             |

### Médailles de bronze
| Sport                   | Discipline          | Sportifs               | Performance |
| Médailles de bronze : 4 |                     |                        |             |
| Judo                    | Moins de 60 kg (H)  | Ruben Houkes           |             |
| Judo                    | Moins de 63 kg (F)  | Elisabeth Willeboordse |             |
| Judo                    | Moins de 70 kg (F)  | Edith Bosch            |             |
| Judo                    | Moins de 100 kg (H) | Henk Grol              |             |

## Athlètes engagés

### Athlétisme
Hommes
- Kamiel Maase (marathon)
- Eugène Martineau (décathlon)
- Gregory Sedoc  (110 m haies)
- Rutger Smith  (lancer du disque)
- Simon Vroemen  (3 000 m steeple)
- Marcel van der Westen (110 m haies)

Femmes
- Laurien Hoos (heptathlon)
- Hilda Kibet (10 000m)
- Lornah Kiplagat (10 000m)

#### Hommes
| Épreuve               | Athlète               | Séries      | Séries | Quarts de finale | Quarts de finale | Demi-finales | Demi-finales | Finale   | Finale |
| Épreuve               | Athlète               | Résultat    | Rang   | Résultat         | Rang             | Résultat     | Rang         | Résultat | Rang   |
| --------------------- | --------------------- | ----------- | ------ | ---------------- | ---------------- | ------------ | ------------ | -------- | ------ |
| 800 mètres            | Robert Lathouwers     | 1 min 46.94 | 3e     | -                | -                | -            | -            | -        | -      |
| 110 mètres haies      | Marcel van der Westen | 13.54       | 2e Q   | 13.48            | 4e Q             | 13.45        | 6e           | -        | -      |
| 110 mètres haies      | Gregory Sedoc         | 13.50       | 4e Q   | 13.43            | 3e Q             | 13.60        | 6e           | -        | -      |
| Relais 4 × 100 mètres | Maarten Heisen        | 38.87       | 3e Q   | NC               | NC               | NC           | NC           | 45.81    | 6e     |
| Relais 4 × 100 mètres | Guus Hoogmoed         | 38.87       | 3e Q   | NC               | NC               | NC           | NC           | 45.81    | 6e     |
| Relais 4 × 100 mètres | Patrick van Luijk     | 38.87       | 3e Q   | NC               | NC               | NC           | NC           | 45.81    | 6e     |
| Relais 4 × 100 mètres | Caimin Douglas        | 38.87       | 3e Q   | NC               | NC               | NC           | NC           | 45.81    | 6e     |
| Lancer du poids       | Rutger Smith          | 20,13m      | 5e Q   | NC               | NC               | NC           | NC           | 20,41m   | 8e     |
| Lancer du disque      | Rutger Smith          | 65,65m      | 1er Q  | NC               | NC               | NC           | NC           | 65,39m   | 7e     |
| Décathlon             | Eugène Martineau      | NC          | NC     | NC               | NC               | NC           | NC           | 8055 PTS | 14e    |

#### Femmes
| Épreuve       | Athlète         | Séries   | Séries | Quarts de finale | Quarts de finale | Demi-finales | Demi-finales | Finale       | Finale |
| Épreuve       | Athlète         | Résultat | Rang   | Résultat         | Rang             | Résultat     | Rang         | Résultat     | Rang   |
| ------------- | --------------- | -------- | ------ | ---------------- | ---------------- | ------------ | ------------ | ------------ | ------ |
| 10 000 mètres | Hilda Kibet     | NC       | NC     | NC               | NC               | NC           | NC           | 31 min 29.69 | 15e    |
| 10 000 mètres | Lornah Kiplagat | NC       | NC     | NC               | NC               | NC           | NC           | 30 min 40.27 | 8e     |
| Heptathlon    | Jolanda Keizer  | NC       | NC     | NC               | NC               | NC           | NC           | 6370pts      | 9e     |

### Aviron
| Athlète(s)                                                            | Compétition                      | Série         | Série | Quart de finale | Quart de finale | Demi-finale   | Demi-finale | Finale                 | Finale |
| Athlète(s)                                                            | Compétition                      | Temps         | Rang  | Temps           | Rang            | Temps         | Rang        | Temps                  | Rang   |
| --------------------------------------------------------------------- | -------------------------------- | ------------- | ----- | --------------- | --------------- | ------------- | ----------- | ---------------------- | ------ |
| Sjoerd Hamburger                                                      | Skiff                            | 7 min 27 s 05 | 2e    | 6 min 57 s 24   | 4e              | 7 min 10 s 06 | 1er         | Finale C 6 min 58 s 71 | 1er    |
| Cirkel Matthijs Vellenga Jan-Willem Gabriëls Theodort Vermeulen       | Quatre sans barreur              | 6 min 00 s 50 | 1er   | NC              | NC              | 6 min 02 s 46 | 4e          | Finale B 6 min 02 s 46 | 4e     |
| Equipe des pays bas                                                   | Quatre sans barreur poids légers | 5 min 57 s 54 | 4e    | 6 min 25 s 43   | 2e              | 6 min 08 s 73 | 3e          | 5 min 54 s 06          | 6e     |
| Siegelaar Blink Klem Klaassen Kuiper Steenman Van Andel Simon Wiersum | Huit                             | 5 min 40 s 43 | 3e    | 5 min 40 s 31   | 2e              | NC            | NC          | Finale A 5 min 29 s 26 | 4e     |

### Baseball
| Épreuve          | Phase de groupes    | Phase de groupes       | Phase de groupes    | Phase de groupes    | Phase de groupes    | Phase de groupes    | Phase de groupes          | Demi-finale         | Finale / MB         | Rang |
| Épreuve          | Adversaire Résultat | Adversaire Résultat    | Adversaire Résultat | Adversaire Résultat | Adversaire Résultat | Adversaire Résultat | Adversaire Résultat       | Adversaire Résultat | Adversaire Résultat | Rang |
| ---------------- | ------------------- | ---------------------- | ------------------- | ------------------- | ------------------- | ------------------- | ------------------------- | ------------------- | ------------------- | ---- |
| Tournoi masculin | Taïwan Défaite 0-5  | États-Unis Défaite 0-7 | Japon Défaite 0-6   | Chine Victoire 6-4  | Cuba Défaite 14-3   | Canada Défaite 0-4  | Corée du Sud Défaite 0-10 | -                   | -                   | 7e   |

### Canoe/Kayak
| Athlète       | Compétition | Éliminatoires | Éliminatoires | Demi-finales | Demi-finales | Finale A   | Finale A |
| Athlète       | Compétition | Temps         | Rang          | Temps        | Rang         | Temps      | Rang     |
| ------------- | ----------- | ------------- | ------------- | ------------ | ------------ | ---------- | -------- |
| Robert Bouten | K1          | 175.16 pts    | 14e           | 88.40 pts    | 5e           | 227.99 pts | 9e       |

### Beach volleyball
Équipes hommes
- Reinder Nummerdor / Richard Schuil
- Emiel Boersma / Bram Ronnes

Équipe femmes
- Rebekka Kadijk / Merel Mooren

### Cyclisme

#### VTT
Hommes
- Bart Brentjens

| Athlète        | Compétition              | Temps    | Rang |
| -------------- | ------------------------ | -------- | ---- |
| Rudi van Houts | Cross-country VTT hommes | + 2 Tour | 34e  |
| Bart Brentjens | Cross-country VTT hommes | + 2 Tour | 37e  |

Femmes
- Elsbeth van Rooy-Vink

#### Course sur route
Hommes
- Stef Clement
- Robert Gesink
- Karsten Kroon
- Laurens ten Dam

Femmes
- Chantal Beltman
- Andrea Bosman
- Irene van den Broek
- Regina Bruins
- Marianne Vos

| Athlète         | Compétition      | Temps         | Rang |
| --------------- | ---------------- | ------------- | ---- |
| Robert Gesink   | Course en ligne  | 6 h 24 min 07 | 9e   |
| Laurens ten Dam | Course en ligne  | 6 h 34 min 26 | 64e  |
| Stef Clement    | Contre-la-montre | 1 h 04 min 59 | 9e   |
| Robert Gesink   | Contre-la-montre | 1 h 05 min 02 | 10e  |

BMX
| Athlète                | Compétition | Qualifications | Qualifications | Quarts de finale | Quarts de finale | Quarts de finale | Quarts de finale | Quarts de finale | Demi-finales | Demi-finales | Demi-finales | Demi-finales | Demi-finales | Finale   | Finale |
| Athlète                | Compétition | Résultat       | Rang           | Manche 1         | Manche 2         | Manche 3         | Total            | Rang             | Manche 1     | Manche 2     | Manche 3     | Total        | Rang         | Résultat | Rang   |
| ---------------------- | ----------- | -------------- | -------------- | ---------------- | ---------------- | ---------------- | ---------------- | ---------------- | ------------ | ------------ | ------------ | ------------ | ------------ | -------- | ------ |
| Raymon van der Biezen  | BMX hommes  | 36 s 112       | 5e             | 4                | 1                | 5                | 10               | 3e               | 7            | 6            | 1            | 14           | 5e           | -        | -      |
| Rob van den Wildenberg | BMX hommes  | 36 s 522       | 18e            | 2                | 5                | 1                | 8                | 2e               | 3            | 2            | 4            | 9            | 2e           | 39 s 772 | 5e     |
| Robert de Wilde        | BMX hommes  | 36 s 803       | 23e            | 8                | 2                | 8                | 18               | 7e               | -            | -            | -            | -            | -            | -        | -      |

Piste
| Athlète     | Compétition | 1er round | Repêchage | Demi-Finales | Finale |
| Athlète     | Compétition | Rang      | Rang      | Rang         | Rang   |
| ----------- | ----------- | --------- | --------- | ------------ | ------ |
| Teun Mulder | Keirin      | 3e        | REL       | -            | -      |
| Theo Bos    | Keirin      | 2e        | NC        | DNF          | DNS    |

| Athlète     | Compétition   | Qualification        | Qualification | 1/16 de finale (Repêchage)      | 1/8 de finale (Repêchage)       | Quart de finale                 | Demi-finale                     | Finale                          | Finale |
| Athlète     | Compétition   | Temps Vitesse (km/h) | Rang          | Adversaire Temps Vitesse (km/h) | Adversaire Temps Vitesse (km/h) | Adversaire Temps Vitesse (km/h) | Adversaire Temps Vitesse (km/h) | Adversaire Temps Vitesse (km/h) | Rang   |
| ----------- | ------------- | -------------------- | ------------- | ------------------------------- | ------------------------------- | ------------------------------- | ------------------------------- | ------------------------------- | ------ |
| Theo Bos    | Sprint hommes | 10 s 318             | 9e            | French Victoire 10.959          | Sireau Victoire 10.777          | Bourgain Défaite                | -                               | -                               |        |
| Teun Mulder | Sprint hommes | 10 s 373             | 13e           | Levy Défaite                    | Nimke Victoire 10.888           | Levy Défaite                    | -                               | -                               |        |

| Athlète     | Compétition         | Qualification        | Qualification | Demi-finale                     | Finale                          | Finale |
| Athlète     | Compétition         | Temps Vitesse (km/h) | Rang          | Adversaire Temps Vitesse (km/h) | Adversaire Temps Vitesse (km/h) | Rang   |
| ----------- | ------------------- | -------------------- | ------------- | ------------------------------- | ------------------------------- | ------ |
| Theo Bos    | Vitesse par équipes | 44 s 213             | 4e            | Australie Défaite 44 s 212      | -                               | -      |
| Teun Mulder | Vitesse par équipes | 44 s 213             | 4e            | Australie Défaite 44 s 212      | -                               | -      |
| Tim Veldt   | Vitesse par équipes | 44 s 213             | 4e            | Australie Défaite 44 s 212      | -                               | -      |

| Athlète          | Compétition                      | Qualification                   | Qualification                   | Demi-finales               | Match pour le bronze     | Match pour le bronze | Finale                   | Finale |
| Athlète          | Compétition                      | Temps Vitesse                   | Rang                            | Adversaire Temps Vitesse   | Adversaire Temps Vitesse | Rang                 | Adversaire Temps Vitesse | Rang   |
| ---------------- | -------------------------------- | ------------------------------- | ------------------------------- | -------------------------- | ------------------------ | -------------------- | ------------------------ | ------ |
| Jens Mouris      | Poursuite individuelle masculine | Tauler Défaite 4 min 27 s 445   | Tauler Défaite 4 min 27 s 445   | -                          | -                        | -                    | -                        | -      |
| Jenning Huizenga | Poursuite individuelle masculine | Roulston Défaite 4 min 37 s 097 | Roulston Défaite 4 min 37 s 097 | -                          | -                        | -                    | -                        | -      |
| Levi Heimans     | Poursuite par équipes            | 4 min 04 s 846                  | 6e                              | Australie Défaite + 1 Tour | -                        | -                    | -                        | -      |
| Robert Slippens  | Poursuite par équipes            | 4 min 04 s 846                  | 6e                              | Australie Défaite + 1 Tour | -                        | -                    | -                        | -      |
| Wim Stroetinga   | Poursuite par équipes            | 4 min 04 s 846                  | 6e                              | Australie Défaite + 1 Tour | -                        | -                    | -                        | -      |
| Jens Mouris      | Poursuite par équipes            | 4 min 04 s 846                  | 6e                              | Australie Défaite + 1 Tour | -                        | -                    | -                        | -      |

| Athlète     | Compétition           | Points | Rang |
| ----------- | --------------------- | ------ | ---- |
| Peter Schep | Course aux points     | 0      | 20e  |
| Jens Mouris | Course à l'américaine | 6      | 8e   |
| Peter Schep | Course à l'américaine | 6      | 8e   |

### Équitation

#### Dressage
- Anky van Grunsven (avec Salinero)
- Imke Schellekens-Bartels (avec Hunter Douglas)
- Hans Peter Minderhoud (avec Exquis Nadine)
- Adelinde Cornelissen (réserve, avec Parzival)

### Escrime
| Athlète       | Compétition       | 1/32 de finale   | 1/16 de finale     | 1/8 de finale         | Quarts de finale         | Demi-finales     | Match pour la médaille de bronze Matchs de classement 5-8 | Match pour la médaille de bronze Matchs de classement 5-8 | Finale           | Finale |
| Athlète       | Compétition       | Adversaire Score | Adversaire Score   | Adversaire Score      | Adversaire Score         | Adversaire Score | Rang                                                      | Adversaire Score                                          | Adversaire Score | Rang   |
| ------------- | ----------------- | ---------------- | ------------------ | --------------------- | ------------------------ | ---------------- | --------------------------------------------------------- | --------------------------------------------------------- | ---------------- | ------ |
| Bas Verwijlen | Épée individuelle | NC               | Lei Victoire 15-10 | Kauter Victoire 15-13 | Tagliariol Défaite 11-15 | -                | -                                                         | -                                                         | -                | -      |

### Football
Hommes
| #          | Nom                | Club                 | Âge      | Joués    | But inscrit | Averti   | Carton jaune · Carton jaune · Carton rouge | Carton rouge |
| Gardiens   | Gardiens           | Gardiens             | Gardiens | Gardiens | Gardiens    | Gardiens | Gardiens                                   | Gardiens     |
| ---------- | ------------------ | -------------------- | -------- | -------- | ----------- | -------- | ------------------------------------------ | ------------ |
|            | Piet Velthuizen    | Vitesse Arnhem       | 21       | 0        | 0           | 0        | 0                                          | 0            |
|            | Kenneth Vermeer    | Willem II Tilburg    | 22       | 0        | 0           | 0        | 0                                          | 0            |
| Défenseurs |                    |                      |          |          |             |          |                                            |              |
|            | Kew Jaliens*       | AZ Alkmaar           | 29       | 0        | 0           | 0        | 0                                          | 0            |
|            | Calvin Jong-a-Pin  | SC Heerenveen        | 21       | 0        | 0           | 0        | 0                                          | 0            |
|            | Dirk Marcellis     | PSV Eindhoven        | 20       | 0        | 0           | 0        | 0                                          | 0            |
|            | Erik Pieters       | PSV Eindhoven        | 19       | 0        | 0           | 0        | 0                                          | 0            |
|            | Gianni Zuiverloon  | West Bromwich Albion | 22       | 0        | 0           | 0        | 0                                          | 0            |
|            | Urby Emanuelson    | AFC Ajax             | 22       | 0        | 0           | 0        | 0                                          | 0            |
| Milieux    |                    |                      |          |          |             |          |                                            |              |
|            | Kees Luyckx        | AZ Alkmaar           | 22       | 0        | 0           | 0        | 0                                          | 0            |
|            | Otman Bakkal       | PSV Eindhoven        | 23       | 0        | 0           | 0        | 0                                          | 0            |
|            | Jonathan de Guzmán | Feyenoord            | 20       | 0        | 0           | 0        | 0                                          | 0            |
|            | Hedwiges Maduro    | Valence CF           | 23       | 0        | 0           | 0        | 0                                          | 0            |
|            | Evander Sno        | Celtic Glasgow       | 21       | 0        | 0           | 0        | 0                                          | 0            |
|            | Royston Drenthe    | Real Madrid          | 21       | 0        | 0           | 0        | 0                                          | 0            |
| Attaquants |                    |                      |          |          |             |          |                                            |              |
|            | Roy Beerens        | SC Heerenveen        | 20       | 0        | 0           | 0        | 0                                          | 0            |
|            | Ryan Babel         | Liverpool            | 21       | 0        | 0           | 0        | 0                                          | 0            |
|            | Roy Makaay*        | Feyenoord            | 33       | 0        | 0           | 0        | 0                                          | 0            |
|            | Gerald Sibon*      | Heerenveen           | 34       | 0        | 0           | 0        | 0                                          | 0            |
| Entraîneur |                    |                      |          |          |             |          |                                            |              |
|            | Foppe de Haan      |                      | 65       |          |             |          |                                            |              |

- Groupe B

| Rang | Pays       | Pts | V | N | D | Bp | Bc | Diff |
| ---- | ---------- | --- | - | - | - | -- | -- | ---- |
| 1    | Nigeria    | 7   | 2 | 1 | 0 | 5  | 3  | +2   |
| 2    | Pays-Bas   | 5   | 1 | 2 | 0 | 3  | 2  | +1   |
| 3    | États-Unis | 4   | 1 | 1 | 1 | 3  | 4  | -1   |
| 4    | Japon      | 0   | 0 | 0 | 3 | 1  | 4  | -3   |

| 7 août 2008               | Pays-Bas | 0 – 0 | Nigeria | Centre olympique de Tianjin, Tianjin        |                                             |
| 19h45 Pékin (13h45 Paris) |          |       |         | Spectateurs : 52 390 Arbitrage : Pablo Pozo | Spectateurs : 52 390 Arbitrage : Pablo Pozo |

| 10 août 2008              | États-Unis                  | 2 – 2 | Pays-Bas              | Centre olympique de Tianjin, Tianjin            |                                                 |
| 19h45 Pékin (13h45 Paris) | Kljestan 64e · Altidore 72e |       | Babel 16e · Sibon 93e | Spectateurs : 45 016 Arbitrage : Michael Hester | Spectateurs : 45 016 Arbitrage : Michael Hester |

| 13 août 2008              | Pays-Bas        | 1 – 0 | Japon | Shenyang Olympic Sports Center Stadium, Shenyang |                                                  |
| 17h00 Pékin (17h00 Paris) | Sibon 73e (pen) |       |       | Spectateurs : 38 790 Arbitrage : Hector Baldassi | Spectateurs : 38 790 Arbitrage : Hector Baldassi |

- Quart de finale

| 16 août 2008              | Argentine | 2 – 1 (a.p) | Pays-Bas |  |
| 21h00 Pékin (15h00 Paris) |           |             |          |  |

### Gymnastique artistique
Hommes
- Epke Zonderland (barres asimétriques)

Femmes
- Suzanne Harmes (sol)

### Judo
Hommes
- Ruben Houkes (-60 kg)
- Dex Elmont (-66 kg)
- Guillaume Elmont (-81 kg)
- Mark Huizinga (-90 kg)
- Henk Grol (-100 kg)
- Dennis van der Geest (+100 kg)

Femmes
- Deborah Gravenstijn (-57 kg)
- Elisabeth Willeboordse (-63 kg)
- Edith Bosch (-70 kg)
- Carola Uilenhoed (+78 kg)

### Natation
Hommes
- Robin van Aggele (200m quatre nages, relais 4 × 100m quatre nages)
- Nick Driebergen  (100m backstroke, 200m dos, relais 4 × 100m quatre nages)
- Pieter van den Hoogenband (100m libre, 200m libre, relais 4 × 100m quatre nages)
- Ranomi Kromowidjojo  (relais 4 × 100m libre, 4 × 200m libre)
- Robert Lijesen  (relais 4 × 100m quatre nages)
- Lennart Stekelenburg  (relais 4 × 100m quatre nages)
- Joeri Verlinden  (relais 4 × 100m quatre nages)
- Mitja Zastrow  (relais 4 × 100m quatre nages)

Femmes
- Linda Bank  (relais 4 × 200m libre)
- Inge Dekker  (100m libre, 100m papillon, relais 4 × 200m libre, 4 × 100m libre)
- Lia Dekker  (100m brasse)
- Chantal Groot  (100m papillon)
- Femke Heemskerk (200m libre, relais 4 × 100m libre, relais 4 × 200m libre)
- Saskia de Jonge (relais 4 × 100m libre)
- Marleen Veldhuis  (50m libre, 100m libre, relais 4 × 100m libre)
- Manon van Rooijen (relais 4 × 100m libre, relais 4 × 200m libre)
- Hinkelien Schreuder (50m libre, relais 4 × 100m libre)

### Natation synchronisée
- Bianca van der Velden et Sonja van der Velden

### Taekwondo
- Dennis Bekkers (-68 kg)

### Tennis de table
Femmes
- Li Jiao

### Voile
- Casper Bouman
- Kalle Coster / Sven Coster
- Marcelien de Koning / Lobke Berkhout
- Pim Nieuwenhuis / Mitch Booth
- Pieter-Jan Postma